# ريتشارد ديزموند
ريتشارد ديزموند (بالإنجليزية: Richard Desmond)‏ هو لاعب هوكي الجليد وكاتب سيناريو أمريكي، ولد في 2 مارس 1927 في ميدفورد في الولايات المتحدة، وتوفي في 1 نوفمبر 1990 في لوس أنجلوس في الولايات المتحدة.

## وصلات خارجية
- ريتشارد ديزموند على موقع EliteProspects.com (الإنجليزية)
- ريتشارد ديزموند على موقع HockeyDB.com (الإنجليزية)
- ريتشارد ديزموند على موقع أوليمبيديا (الإنجليزية)